# Альберто Торіль
Альберто Торіль (ісп. Alberto Toril, нар. 1 червня 1997, Пальма) — іспанський футболіст, нападник клубу «Реал Мурсія».
Виступав, зокрема, за клуби «Мальорка Б» та «П'яст» (Глівіце).

## Ігрова кар'єра
Народився 1 червня 1997 року в місті Пальма.
У дорослому футболі дебютував 2015 року виступами за команду «Мальорка Б», в якій провів один сезон. 
Своєю грою за цю команду привернув увагу представників тренерського штабу клубу «Сестао Рівер», до складу якого приєднався 2016 року. Відіграв за клуб із Сестао наступний сезон своєї ігрової кар'єри.
Протягом 2017 року захищав кольори клубу «Аренас» (Гечо).
У 2017 році уклав контракт з клубом «Олот», у складі якого провів наступний рік своєї кар'єри гравця.  Більшість часу, проведеного у складі У складі, був основним гравцем атакувальної ланки команди.
З 2018 року один сезон захищав кольори клубу «Альмерія Б».  Граючи у складі другої команди «Альмерії» також здебільшого виходив на поле в основному складі команди.
З 2019 року два сезони захищав кольори клубу «Реал Мурсія». У складі «Реал Мурсія» був одним з головних бомбардирів команди, маючи середню результативність на рівні 0,35 гола за гру першості.
З 2021 року два сезони захищав кольори клубу «П'яст» (Глівіце). Тренерським штабом нового клубу також розглядався як гравець «основи».
До складу клубу «Реал Мурсія» приєднався 2023 року. 

## Статистика виступів

### Статистика клубних виступів
| Сезон             | Команда           | Чемпіонат         | Чемпіонат | Чемпіонат | Національний кубок | Національний кубок | Національний кубок | Континентальні кубки | Континентальні кубки | Континентальні кубки | Інші змагання | Інші змагання | Інші змагання | Усього | Усього |
| Сезон             | Команда           | Ліга              | Ігор      | Голів     | Ліга               | Ігор               | Голів              | Ліга                 | Ігор                 | Голів                | Ліга          | Ігор          | Голів         | Ігор   | Голів  |
| ----------------- | ----------------- | ----------------- | --------- | --------- | ------------------ | ------------------ | ------------------ | -------------------- | -------------------- | -------------------- | ------------- | ------------- | ------------- | ------ | ------ |
| 2016-січ. 2017    | «Сестао Рівер»    | СДБ               | 13        | 0         | КІ                 | 2                  | 0                  |                      | -                    | -                    |               | -             | -             | 15     | 0      |
| січ.-черв. 2017   | «Аренас» (Гечо)   | СДБ               | 14        | 2         | КІ                 | -                  | -                  |                      | -                    | -                    |               | -             | -             | 14     | 2      |
| 2017–18           | «Олот»            | СДБ               | 21        | 4         | КІ                 | 2                  | 1                  |                      | -                    | -                    |               | -             | -             | 23     | 5      |
| 2018–19           | «Альмерія Б»      | СДБ               | 32        | 4         |                    | -                  | -                  |                      | -                    | -                    |               | -             | -             | 32     | 4      |
| 2019–20           | «Реал Мурсія»     | СДБ               | 20        | 5         | КІ                 | 0                  | 0                  |                      | -                    | -                    |               | -             | -             | 20     | 5      |
| 2020–21           | «Реал Мурсія»     | СДБ               | 20        | 9         |                    | -                  | -                  |                      | -                    | -                    |               | -             | -             | 20     | 9      |
| 2021–22           | «П'яст» (Глівіце) | ЕК                | 32        | 6         | КП                 | 2                  | 0                  |                      | -                    | -                    |               | -             | -             | 34     | 6      |
| 2022–23           | «П'яст» (Глівіце) | ЕК                | 1         | 0         | КП                 | 0                  | 0                  |                      | -                    | -                    |               | -             | -             | 1      | 0      |
| Усього за кар'єру | Усього за кар'єру | Усього за кар'єру | 153       | 30        |                    | 6                  | 1                  |                      | -                    | -                    |               | -             | -             | 159    | 31     |